# Russell Square (stanice metra v Londýně)
Russell Square je stanice metra v Londýně, otevřená 15. prosince 1906. Stanice je vybavena třemi výtahy, ale místo eskalátorů je zde schodiště o 175 schodech. 7. července 2005 vybuchla bomba mezi stanicemi Russell Square a King's Cross St. Pancras. Zemřelo 26 osob. Stanice si zahrála v hororu Death Line. Autobusové spojení zajišťují linky: 7, 59, 68, 91, 98, 168, 188, X68 a noční linky: N7,N91 a N98. Stanice se nachází v přepravní zóně 1 a leží na lince:
- Piccadilly Line mezi stanicemi Holborn a King's Cross St. Pancras.

| Rok  | Počet cestujících |
| ---- | ----------------- |
| 2011 | 14,73 mil         |
| 2012 | 13,44 mil         |
| 2013 | 12,95 mil         |
| 2014 | 13,08 mil         |